# Mydas auriculosus
Mydas auriculosus är en tvåvingeart som beskrevs av Seguy 1934. Mydas auriculosus ingår i släktet Mydas och familjen Mydidae.
Artens utbredningsområde är Vietnam. Inga underarter finns listade i Catalogue of Life.